# Schismocarpus pachypus
Schismocarpus pachypus är en brännreveväxtart som beskrevs av Joseph Blake. Schismocarpus pachypus ingår i släktet Schismocarpus och familjen brännreveväxter. Inga underarter finns listade i Catalogue of Life.